# Ljubija (Prijedor, BiH)
Ljubija je naselje u sastavu općine Prijedor, BiH.

## Povijest
Do sredine šezdesetih godina 20. stoljeća postojala je općina Ljubija, koja je tada ukinuta i podijeljena između općina Prijedor i Sanski Most. Općina Ljubija je po popisu iz 1961. godine imala 20.270 stanovnika (Hrvati - 8.069, Srbi - 7.708, Muslimani - 4.360, ostali - 133). U sastav općine Prijedor ušla su naselja: Briševo, Cikote, Donja Ravska, Donji Volar, Gornja Ravska, Gornji Volar, Jugovci, Kalajevo, Ljeskare, Ljubija, Miska Glava, Raljaš, Šurkovac, Tisova i Žune. U sastav općine Sanski Most ušla su naselja: Batkovci, Budimlić Japra, Duge Njive, Garevica, Hadrovci, Halilovci, Marini, Mrkalji, Ovanjska, Podvidača, Slatina, Stara Rijeka, Stari Majdan i Zenkovići.

## Stanovništvo
| Ljubija            |                |                |                |
| godina popisa      | 1991.          | 1981.          | 1971.          |
| Muslimani          | 2.123 (53,81%) | 2.209 (51,07%) | 2.585 (55,30%) |
| Hrvati             | 675 (17,11%)   | 622 (14,38%)   | 757 (16,19%)   |
| Srbi               | 465 (11,78%)   | 639 (14,77%)   | 1.088 (23,27%) |
| Jugoslaveni        | 595 (15,08%)   | 776 (17,94%)   | 162 (3,46%)    |
| ostali i nepoznato | 87 (2,20%)     | 79 (1,82%)     | 82 (1,75%)     |
| ukupno             | 3.945          | 4.325          | 4.674          |

## Poznate osobe
- Zdravko Malić, hrv. prevoditelj, polonist, pjesnik